# A. Wilh. Ecks

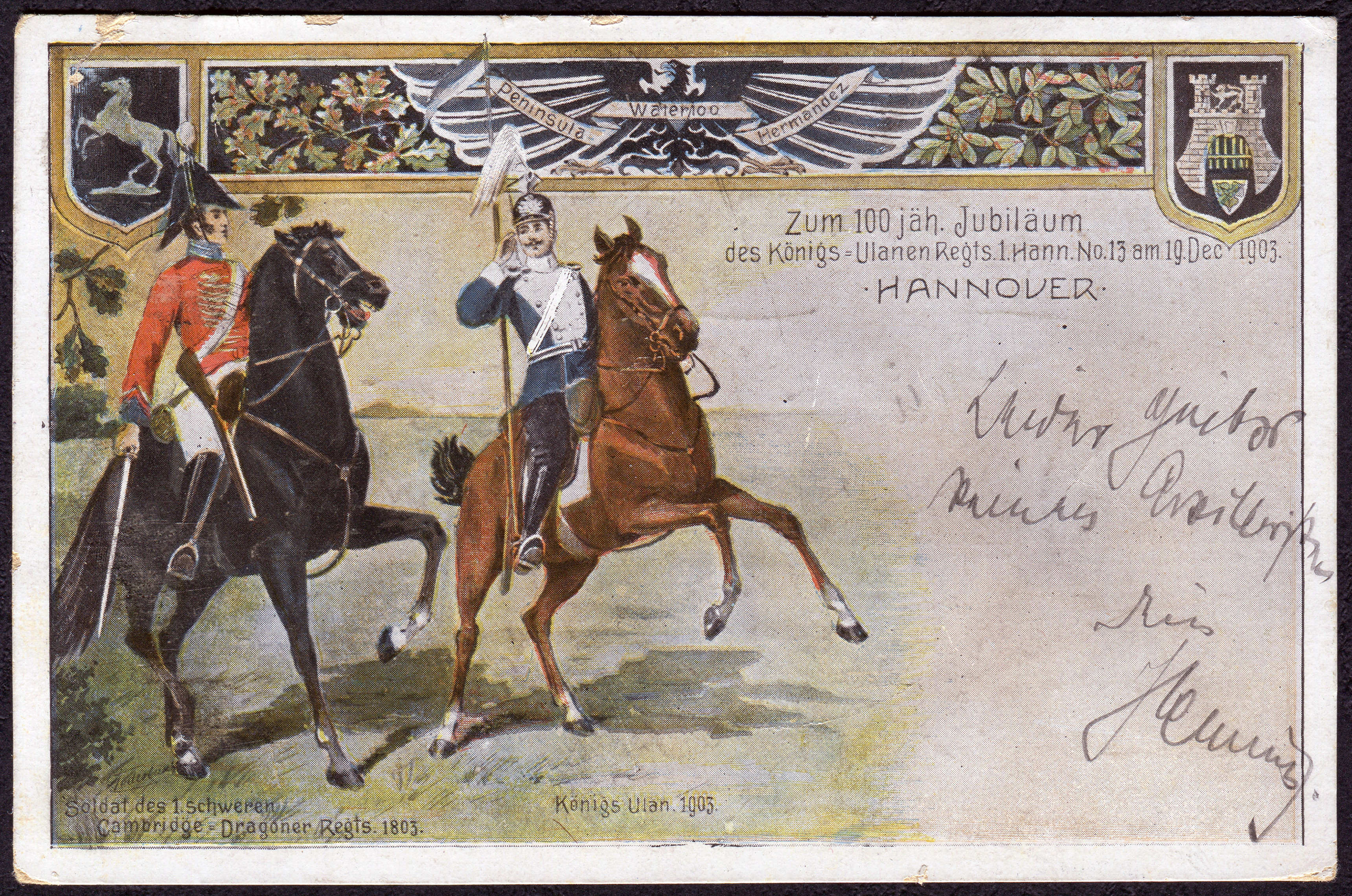
Patriotische, vielfarbig lithografierte Ansichtskarte „Zum 100 jäh. Jubiläum des Königs-Ulanen Rgts. 1. Hann. No. 13 am 19.Dec 1903.“ mit noch unidentifizierter Künstlersignatur, Verlag A. Wilh. Ecks

A. Wilh. Ecks war eine Buchdruckerei und „Faltschachtelfabrik“ in Hannover und produzierte unter anderem Ansichtskarten im eigenen Verlag.

## Geschichte
Anfang des 20. Jahrhunderts schuf A. Wilh. Ecks für das Jahr 1901 eine vielfarbig lithografierte und künstlerisch gestaltete Ansichtskarte zum 50-jährigen Jubiläum des 1851 gegründeten Hannoverschen Männer-Gesang-Vereins. Die Karte trug auf der Bildseite den Hinweis „Chemiegr. u. Druck A. Wilh. Ecks, Hannover“.
Während des Ersten Weltkriegs ließ der Spieleerfinder G. Capellen im Jahr 1915 bei Ecks seine illustrierte Broschüre unter dem Titel Zwei neue Kriegspiele! herstellen; für ein „Freischach“ genanntes Schachspiel sowie für das Kartenspiel Matt.
In der zweiten Hälfte der 1920er Jahre hatte A. Wilh. Ecks seinen Sitz unter der – damaligen – Adresse Klagesmarkt 5a.

## Archivalien
Archivalien von und über A. Wilh. Ecks finden sich beispielsweise
- als kolorierte, lithografierte und „ca. 1904“ datierte Ansichtskarte „Strand-Hotel. Steinhude“ in der Ansichtskarten-Sammlung des Archivs der Region Hannover, Archivsignatur ARH Slg. AK 530[5]